# 道格·米歇爾雷鳥體育館
道格·米歇爾雷鳥體育館（英語：Doug Mitchell Thunderbird Sports Centre），原名卑詩大學冬季運動中心（英語：UBC Winter Sports Centre），也稱為卑詩大學雷鳥體育館（英語：UBC Thunderbird Arena），是一座位於加拿大不列颠哥伦比亚不列顛哥倫比亞大學校園內的LEED銀級認證室內體育館。本體育館為卑詩大學雷鳥男子與女子冰球隊的主場。本體育館包含一個國際標準61公尺× 30公尺 (200英尺 × 98.4英尺)的溜冰場。

## 举办活动
蘇打綠 - 再遇見世界巡迴演唱會 - 2015年9月24日
田馥甄 - To Hebe 音樂會 - 2015年12月4日
张惠妹 - 乌托邦世界巡城演唱会 - 2016年11月29日
薛之谦 - 摩天大楼世界巡回演唱会 - 2018年11月3日
蕭敬騰 - 娛樂先生世界巡迴演唱會 - 2018年12月15日
王嘉爾 - MAGIC MAN 世界巡迴演唱會 - 2023年4月30日
Twins - Twins SPIRIT Since 2001 Live - 2024年11月20日

## 外部連結
- 官方網站

49°15′39.98″N 123°14′35.00″W / 49.2611056°N 123.2430556°W